# William Negão
William Alves Morais (Florianópolis, 18 de novembro de 1986), mais conhecido como William Negão, é um jogador de futsal brasileiro. Atualmente, joga pelo Futsal Foz Cataratas e pela Seleção Brasileira de Futsal nas posições de ala e pivô.
Foi o artilheiro da Liga Futsal de 2007, com 31 gols, enquanto atleta do Jaraguá. É considerado um dos principais atletas da história do clube catarinense.